# Tout Bien
Tout Bien is een Belgisch biermerk dat door influencer en youtuber Average Rob op de markt wordt gebracht. Het is een blond pilsbier met een alcoholpercentage van 5,2%. Er bestaan ook twee varianten: Tout Bien 0.0, alcoholvrij bier, en Tout Bien Rouge, een kriek van 6,9%.

## Geschiedenis
Average Rob (echte naam: Robert Van Impe) lanceerde het bier samen met twee vrienden, Gilles Mattelin (de medeoprichter van technologiebedrijven als Intuo en Henchman) en de marketingverantwoordelijke Emiel Huughe, in 2021 via verkoop op evenementen. De naam verwijst naar het antwoord op de in het Frans gestelde vraag Ça va? Tout bien. Het oprichterstrio ging voor de productie in zee met de Limburgse privatelabelbrouwerij Martens, die ook in het kapitaal van Tout Bien stapte. Ook Tout Bien-topman sinds 2023 Wim Maeyens is aandeelhouder. Jaarlijks zit Tout Bien aan een productie van 7.000 hectoliter. Naast pils brouwt het ook een rood bier (Rouge) en een niet-alcoholische versie. In 2023 boekte het bedrijf een licht verlies met een negatieve brutomarge van 12.000 euro en een nettoverlies van 17.000 euro. In 2022 waren de cijfers net positief, toen op het eind van het jaar al 1 miljoen blikjes waren verkocht.
Intussen worden de bieren elk jaar al op meer dan 500 evenementen te koop aangeboden en is het bier ook te koop in een aantal supermarktketens, van Albert Heijn tot Colruyt en van Jumbo tot Spar. In 2025 waren na vier jaar al 4 miljoen blikjes Tout Bien verkocht. Om de distributie verder te lanceren, ook naar de horeca, wordt de aandeelhoudersgroep en de adviesraad van het bedrijf uitgebreid met enkele externe aandeelhouders die een kapitaalinjectie leveren en als adviesleden meewerken waaronder Marc Coucke (in eigen naam, niet via zijn vehikel Alychlo), Jan Boone van Lotus Bakeries, Erwin Van Osta (Hubo), Matthias Geeroms (Lighthouse), Jorn Vanysacker (Henchman), de broers Bogaert (ex-Netlog en Realo), Anthony De Clerck (Dovesco) en Louis Jonckheere van het Wintercircus in Gent.
Met de kapitaalinjectie wil Tout Bien focussen op volumegroei en op een personeelsuitbreiding van het verkoopsteam. Tout Bien plant van 10 naar 15 personeelsleden te groeien. De strategie blijft aangehouden om eerst online aandacht te creëren, naast sterk in te zetten op opvallende merchandising die online wordt verkocht, vervolgens op evenementen en in de supermarkten aanwezig zijn, en uiteindelijk ook in de horeca.